# SKカード
SKカード（えすけーかーど）とは、新京成電鉄が発行していた磁気式乗車カードである。
同社は「パスネット」に加盟しており、パスネット加盟各社局で使用できる。仕様はパスネットと同じ。

## 概要
- 自動改札機に直接投入して使えるストアードフェアカードであり、乗車券を購入する必要はない。なお、カードを使用して自動券売機で乗車券を購入する事や、自動精算機での乗り越し精算もできる。また回数券も購入可能である。
- 将来のJRとの共通化を視野にイオカードと同じシステムを導入したため、磁気面の様子がイオカードとほとんど同じだったが、入場時だけではなく、出場時にも印字した（残額印字はなし）。但しJRはICカード式プリペイド乗車カード（Suica）を開発中であることや運賃計算上の不都合を理由に共通化に参加しなかった。
- 当初は自動改札機のみでの印字だったが、2000年（平成12年）8月頃から自動券売機、自動精算機、有人改札でも印字され、出場時に残額が印字されるようになった。
- 2000年（平成12年）10月14日に首都圏の私鉄・地下鉄共通のストアードフェアシステム「パスネット」を導入した際に、イオカードベースの他のカードと共に共通化のベースのひとつとなった（導入当初は17社局）。

## 沿革
- 1995年（平成7年）4月1日 - 発売開始[1]。
- 2000年（平成12年）10月14日 - パスネットとして運用開始。
- 2007年（平成19年） - PASMO導入で窓口発行の企画柄カード発売終了。但し自動券売機柄のカードは2007年3月18日以降も引き続き発売する。
- 2008年（平成20年）
  - 1月10日 - 券売機での発売分を含めてSKカードの発売が終了。
  - 3月14日 - SKカードの自動改札機での利用を終了。
  - 3月15日 - SKカードの払戻しや、自動券売機を使用したPASMOへの残額の移し変えを開始。
- 2014年（平成26年）12月15日 - 自動券売機等における利用を2015年（平成27年）3月31日をもって終了、払い戻しの取り扱いを2018年（平成30年）1月31日をもって終了すると発表（後述）。

## その他
パスネット導入以前に発行されたカードは、視覚障害者用の切り欠きの形がパスネット標準仕様と異なっているが、パスネット導入以降もそのままパスネット加盟各社局で使用できた。
また、パスネット導入以前のカードには「新京成線専用」と記載されているが、全てのカードがパスネットとして使用できた。

## PASMO導入・取扱終了へ
2007年3月18日にパスネットとバス共通カードの導入事業者がJR東日本の「Suica」と相互利用が可能なICカード「PASMO」が導入されたため、それと引き換えに窓口発行企画柄のSKカードの発売を終了した。自動券売機柄のカードについては、2007年3月18日以降も引き続き販売をしていたが、2008年1月10日の終電をもって販売を終了した。
また、2008年3月14日の終電をもってパスネットカードは自動改札機での利用ができなくなった。なお、残額のあるカードは同年3月15日以降無手数料での払い戻しや、PASMOへの残額の移行を行っているほか、自動券売機での切符の購入や、自動精算機・有人改札での精算には引き続き利用できる。
その後、利用状況の減少・PASMOへの代替が進んだことに鑑み、「パスネット」表記の有無に関係なく、SKカードの券売機等での利用を2015年3月31日をもって終了すると共に、払い戻しの取り扱いを資金決済に関する法律に基づいて2018年1月31日をもって終了することが明らかになった。